# Haletelescoop

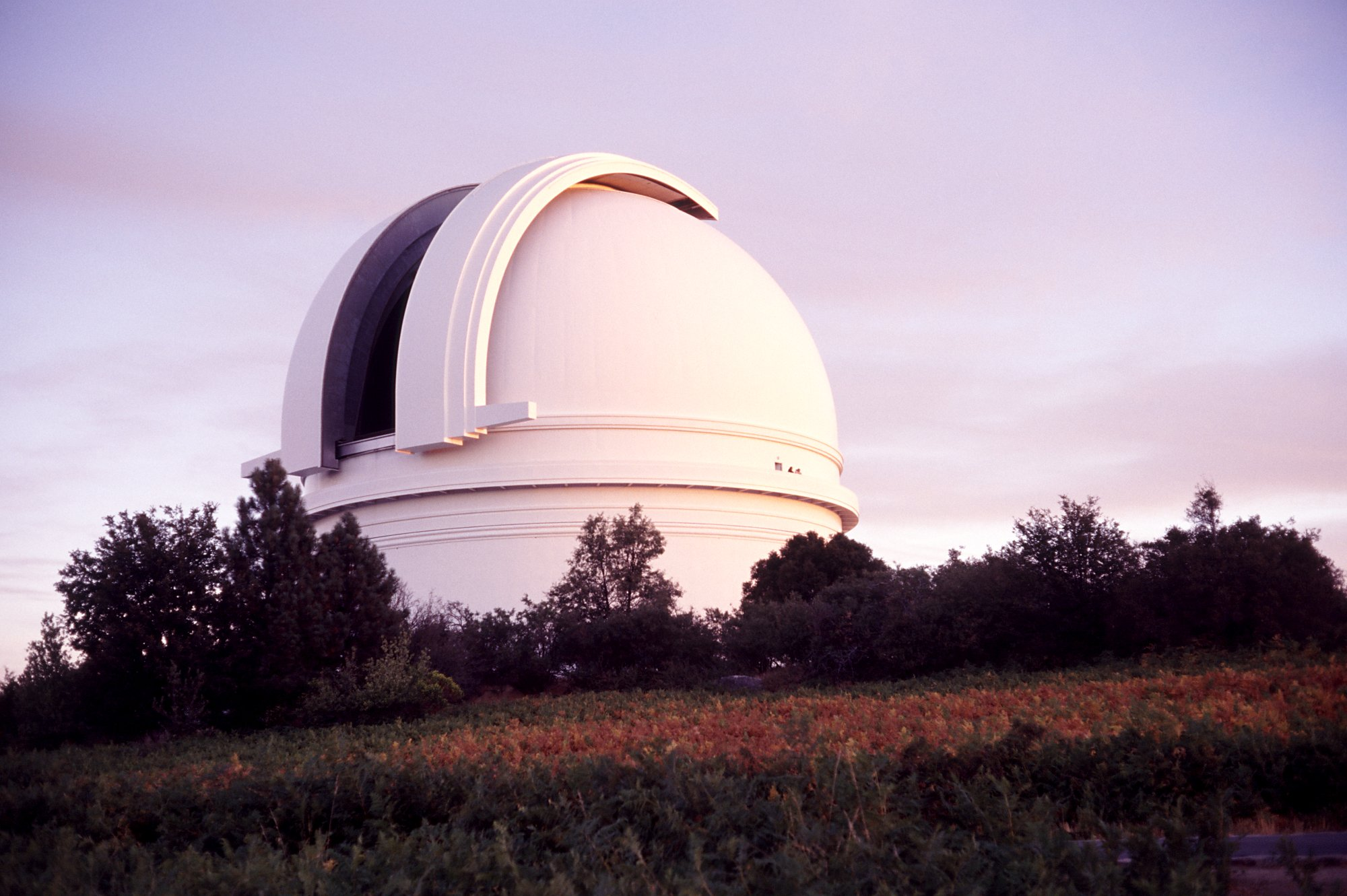
De koepel van de telescoop

De Haletelescoop is de 5,08 meter (200 inch) spiegeltelescoop van het Palomar-observatorium op Mount Palomar in Californië, genoemd naar George Ellery Hale die de telescoop ontwierp en de bouw ervan leidde. Hij stierf echter voor de telescoop voltooid was.
De Haletelescoop was in zijn tijd een revolutionair instrument met een tweemaal zo grote spiegel als de Hookertelescoop van Mount Wilson-observatorium, zijn voorganger en directe concurrent. Bij de constructie werden vele vernieuwende technologieën toegepast, zoals een opgedampte aluminium coating en glas met een zeer lage uitzettingscoëfficiënt. De telescoop was groot genoeg om een waarnemer in een kleine cabine bij het primaire brandpunt van de spiegel te herbergen. Ook de montering was revolutionair, met een hoefijzervormig eindstuk dat de telescoop in staat stelde waarnemingen in de buurt van de noordelijke hemelpool te doen, iets wat de Hookertelescoop, die in een rechthoekig raam hing, niet kon. Vanaf de bouw in 1948 tot 1976 was het de telescoop met de grootste spiegel.